# پل دنی (بازیکن فوتبال)
پل دنی (انگلیسی: Paul Denny؛ زادهٔ ۵ سپتامبر ۱۹۵۷) بازیکن فوتبال اهل بریتانیا است.
از باشگاه‌هایی که در آن بازی کرده‌است می‌توان به باشگاه فوتبال ساوتند یونایتد و باشگاه فوتبال ویمبلدون اشاره کرد.